# گورناو
گورناو (به آلمانی: Gornau/Erzgeb.) یک شهر در آلمان است که در ارتسگبیرگسکرایس واقع شده‌است. گورناو ۳٬۷۵۵ نفر جمعیت دارد.